# Leioselia
Leioselia é um gênero de traça pertencente à família Arctiidae.